# Thanh Vân Phổ

Thanh Vân Phổ (tiếng Trung: 青云谱区, Hán Việt: Thanh Vân Phổ khu) là một quận của địa cấp thị Nam Xương (南昌市), tỉnh Giang Tây, Cộng hòa Nhân dân Trung Hoa. Quận này có diện tích 40,4 km2, dân số năm 2004 là 241.000 người. 

## Hành chính
Thanh Vân Phổ được chia ra làm 6 đơn vị hành chính cấp hương, gồm 5 nhai đạo và 1 trấn. Ngoài ra quận này còn quản lí 1 đơn vị tương đương cấp hương khác
- Nhai đạo: Hồng Đô (洪都街道), Kinh Sơn (京山街道), Tam Gia Điếm (三家店街道), Đại Sơn (岱山街道), Từ Gia Phường (徐家坊街道)
- Trấn: Thanh Vân Phổ (青云谱镇)

Đơn vị ngang cấp hương khác
- Khu công nghiệp Xương Nam (南昌昌南工业园)